# 알렉스 루소
알렉산드라 "알렉스" 라이너스 (혹은 루소)는 미국의 드라마 로스트의 등장인물 중 하나로 타니아 레이몬드가 연기하였다.
알렉스는 오세아닉 815편이 섬에 추락하기 전 섬에서 어머니인 다니엘 루소 (미라 퓰란)이 아닌 디 아더스에 의해 길러졌다. 알렉스는 디 아더스에 의해 길러지면서 어머니가 죽었었다고 믿었었다. 알렉스는 여러 상황에서 오세아닉 815편 생존자들을 도와주고 어머니와 재회하기도 했다.
시즌 4에서 찰스 위드모어로부터 섬 주민들을 없애고 벤 라이너스를 잡아오라는 명령을 받은 용병단의 마틴 키미(케빈 듀란드)에게 붙잡혀 살해되었다.